# William Goldsmith
William Goldsmith (Seattle, 4 luglio 1972) è un batterista statunitense.

## Biografia
Ha esordito nel 1992, fondando i Sunny Day Real Estate insieme a Dan Hoerner e Nate Mendel, incidendo due album. Nel 1995 ha abbandonato la formazione entrando nei Foo Fighters su invito del frontman Dave Grohl, partecipando alla prima tournée in supporto all'album Foo Fighters; successivamente ha preso parte alle sessioni di registrazione del secondo album The Colour and the Shape, ma una volta scoperto che Grohl aveva reinciso gran parte della batteria a causa del risultato finale, giudicato pessimo da Grohl, ha abbandonato il gruppo durante il 1997.
Dopo l'esperienza con i Foo Fighters è tornato nei Sunny Day Real Estate, dove milita tuttora.

## Discografia

### Con i Sunny Day Real Estate
- 1994 – Diary
- 1995 – Sunny Day Real Estate
- 1998 – How It Feels to Be Something On
- 2000 – The Rising Tide

### Con i Foo Fighters
- 1997 – The Colour and the Shape (batteria in Doll e intro di Up in Arms)